# 一切皆苦
一切皆苦（いっさいかいく、巴: sabbe saṅkhārā dukkhā）は、一切行苦（いっさいぎょうく）ともされ、一切のサンカーラ（有為）は無常であるために、それは苦であるという仏教の教説。
- 四法印のひとつ[1]
- 上座部仏教における三相のひとつ[1]

有為なる存在（＝衆生）は五蘊で構成される存在であり、五蘊それぞれは無常であるために、それが壊れるとき苦に繋がる。
阿毘達磨（アビダルマ）文献によれば、苦は「逼悩」の義と定義される。「圧迫して（○○○○○に）悩まされる」という意である。この苦には二つの用法がある。一つは楽や不苦不楽（捨,ウペッカー）に対する苦であり、他は「一切皆苦」といわれるときの苦である。前者は日常的感覚における苦受であり、肉体的な身苦（苦）と精神的な心苦（憂）に分けられることもある。しかしながら、精神的苦痛が苦であることはいうまでもないが、楽もその壊れるときには苦となり、不苦不楽もすべては無常であって生滅変化を免れえないからこそ苦であるとされ、これを苦苦・壊苦・行苦の三苦という。すなわち、どちらの立場にしても、苦ではないものはないわけで、一切皆苦とはこの意であるとされる。

## 抜粋
Sabbe saṅkhārā dukkhā'ti yadā paññāya passati

Atha nibbindati dukkhe esa maggo visuddhiyā.
「一切の形成されたもの（サンサーラ）は苦である」（一切行苦）と 

智慧をもって観るときに、ひとは苦から厭い離れる。これが清浄への道である。
—パーリ仏典, ダンマパダ20, Maggavaggo, Sri Lanka Tripitaka Project

三者自種比相。四者成相。五者快淨語説相。

一切無常。一切行苦。一切法無我。
—相續解脱如來所作隨順處了義經